# Eduard Graf (Mediziner)

Eduard Graf (1885)

Eduard Graf (* 11. März 1829 in Jöllenbeck; † 19. August 1895 in Konstanz) war ein deutscher Arzt und Politiker.

## Leben
Graf bezog nach dem Abitur (1847) die Friedrichs-Universität Halle, wo er zunächst Philologie, dann Medizin studierte und Mitglied des Corps Guestphalia Halle wurde. Als Vertreter des Corps und des Hallenser Senioren-Convents nahm er im Juli 1848 an der Jenaer Corpsversammlung, dem Gründungsakt des Kösener Senioren-Convents-Verbandes teil. Im Herbst 1848 wechselte er an die Königliche Universität Greifswald und wurde dort im Corps Borussia Greifswald aktiv. Nach der Promotion (1851) diente er zunächst als einjährig-freiwilliger Arzt im Garde-Reserveregiment. Er bestand im Winter 1852/53 das Staatsexamen und ließ sich als praktischer Arzt in Jungenbroich und Rensdorf nieder. Ab 1860 praktizierte er in Elberfeld, wo er eine Stelle als Oberarzt am St.-Josephs-Hospital erhielt. Am Deutschen Krieg nahm er als Stabsarzt teil. Im Deutsch-Französischen Krieg war er dirigierender Arzt der Reserve-Lazarette in Düsseldorf. 1872 wurde er Oberstabsarzt der Reserve, 1875 Sanitätsrat, 1880 außerordentliches Mitglied des Reichsgesundheitsamts, 1888 Geh. Sanitätsrat, 1889 Oberstabsarzt I. Klasse und 1894 Generalarzt II. Klasse der Landwehr.
Von 1883 bis zu seinem Tode 1895 vertrat Graf den Wahlkreis Düsseldorf 2 (Elberfeld – Barmen) im Preußischen Abgeordnetenhaus. 1894 wurde er zum zweiten Vizepräsidenten des Abgeordnetenhauses gewählt, das Amt bekleidete er bis zu seinem Tode.

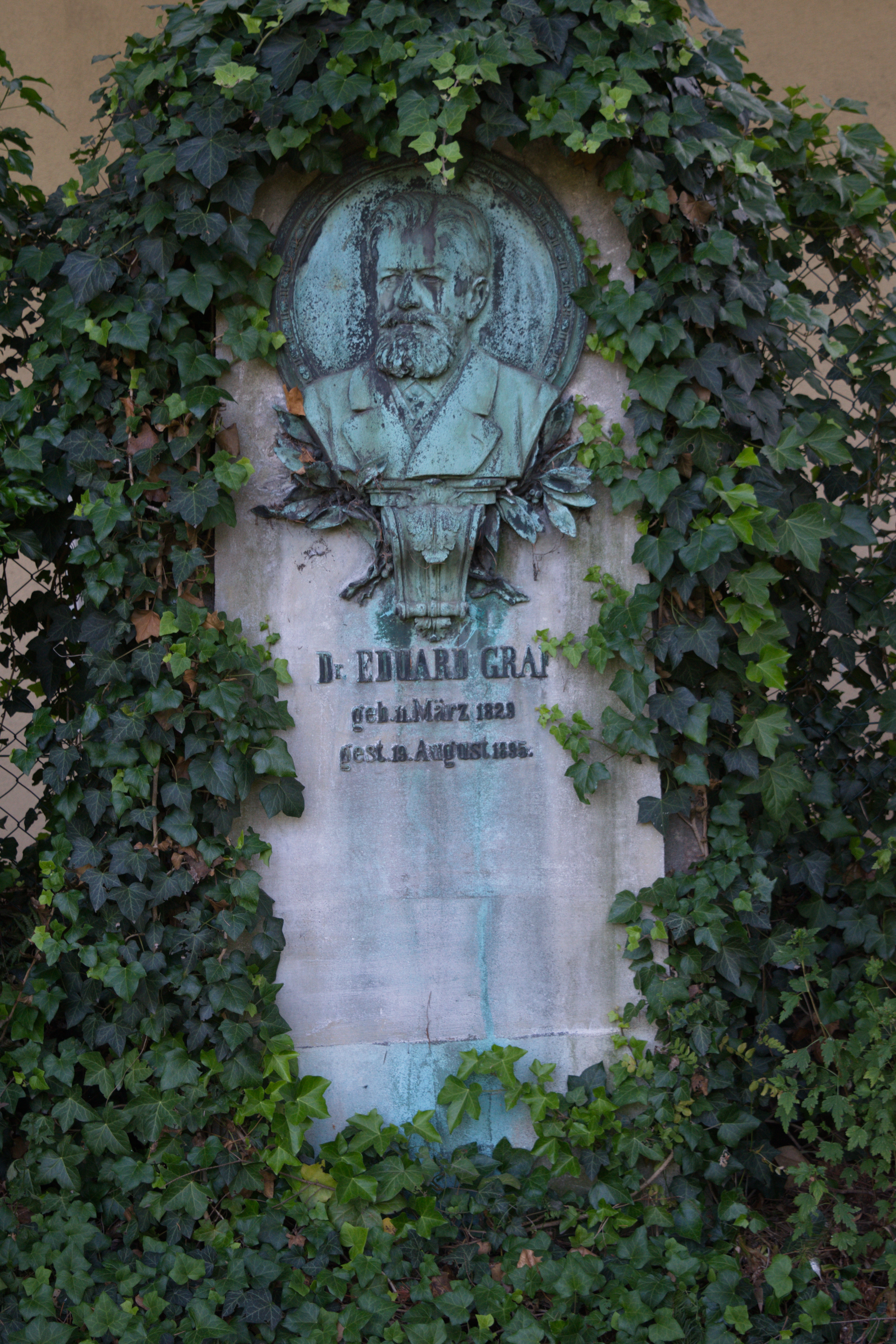
Grafs Grab (2017)

Seine Grabstätte liegt auf dem evangelisch-lutherischen Friedhof an der Hochstraße in Wuppertal-Elberfeld und ist seit 2003 in der Denkmalliste der Stadt Wuppertal eingetragen.

## Mensuranfrage
In einer Rede des Kronprinzen Wilhelm im Jahr 1887 in Bonn, hatte dieser sich kritisch zu den damals üblichen Mensuranfragen in den Senioren-Conventen geäußert. Diese Anregung nahm Eduard Graf auf. Er konnte 33 weitere Abgeordnete des preußischen Abgeordnetenhauses, die wie er Kösener Corps angehörten, dafür gewinnen sich ebenfalls für die Abschaffung einzusetzen. Als dann beim Kösener Congress von 1889 der Antrag zur Abstimmung kam, wurde er trotz der starken Unterstützung durch die Alten Herren um Eduard Graf von den Corpsburschen mit 14 SC Stimmen abgelehnt. Erst nach der Intervention durch einen Vertreter des Corps Borussia Bonn, der erneut den Wunsch seines Corpsbruders Kaiser Wilhelm nach Abschaffung der Mensuranfragen erklärte, wurde erneut abgestimmt und die Abschaffung beschlossen.